# Замок Магі
Замок Магі (англ. Mahee Castle, Nendrum Castle) — відомий як замок Нендрам — один із замків Ірландії, розташований в графстві Даун, Північна Ірландія. Замок нині в руїнах, розташований на острові Магі озера Странгфорд-Лох біля монастиря Нендрам. Замок був побудований у 1570 році капітаном Томасом Брауном. На початку XVII століття замок був закинутий і поступово перетворювався в руїни. У 1923 році Г. С. Лоулер та Белфастське товариство природничої історії, Філософське товариство почали часткову реставрацію замку щоб уникнути повного руйнування.

## Історія замку Магі
Замок Магі знаходиться на заході острова Магі. Він знаходиться поруч з дамбою, яка є єдиним переходом з острова до великої землі. Сьогодні ця дамба має вузьку дорогу. Острів Магі знаходиться недалеко від західного берега озера Странгфорд-Лох, на південному сході від міста Комбер.
Замок являє собою прямокутну вежу, замок захищає міст на остів. Основна частина замку являє собою вежу-будинок висотою в три поверхи заввишки, хоча від верхніх поверхів мало що залишилося. Вхід в замок розташований під бійницями.
Замок був побудований в 1570 році англійським військовим — капітаном Томасом Брауном, після того, як він домовився про будівництво замку з єпископом графства Даун. Замок був закинутий на початку XVII століття. Каміння замку використовували як будівельний матеріал місцеві жителі, а також для будівництва дамби. Можливо, що до 1570 року на місці замку Магі були якісь більш давні укріплення. Замок стояв на межі двох територій — Кландебой на півночі та Дафферін на півдні. Довгий час цей район предметом прикордонних конфліктів. Не виключено, що укріплення на місці замку Магі колись переходило з рук в руки багато разів.
У 1923 році під керівництвом Г. С. Лоулера почалися реставраційні роботи. До реставраційних робіт були залучені Белфастське товариство природничої історії та Белфастське філософське товариство. Існувала загроза повного руйнування замку. Тріщини були залиті цементом, зверху руїни були вкриті водонепроникним покриттям.

## Археологічні розкопки
В рамках програми, що фінансується Службою навколишнього середовища та службою історичної спадщини Ірландії, проводились археологічні розкопки в замку Магі в 2001—2002 роках. Виявлені чисельні артефакти, що датуються середньовіччям, що свідчили, що на цьому місці була фортеця і до 1570 року.
Археологічні знахідки складалися з мушель, кісток тварин, ножів, кераміки, що датувалася різними століттями. Розкопки показали, що фундамент вежі був побудований на штучній терасі, яка була створена з метою захисту з північного сходу Драмліна.